# Rádio Cidade Esperança
Rádio Cidade Esperança é uma emissora brasileira de rádio com sede na cidade de Imperatriz, MA. Operando originalmente em 570 KHz, migrou em 2018 para a faixa FM em 106,9 MHz. De cunho gospel, pertence à Igreja Assembleia de Deus em Imperatriz (IEADI). 

## História
Fundada em 28 de outubro de 1978 pelo empresário carioca Moacyr Spósito Ribeiro como Rádio Imperatriz, foi a primeira estação legalizada da cidade. Sua cerimônia de inauguração foi transmitida simultaneamente pela Rádio Difusora de Fernandópolis - SP, outro empreendimento de Moacyr.
Sua programação era voltada ao jornalismo e entretenimento; programas como Jornal 890, A Fazenda do Corró e Jornal dos Municípios faziam parte da programação bastante elogiada por abrir espaço para os ouvintes e para os problemas da comunidade. Em fevereiro de 1983, sua sede sofreu um grave incêndio, mas não demorou para que a emissora voltasse ao ar. Nos anos 1990, conseguiu a autorização para operar com 10 mil Watts.
Em 2005, com a morte de Spósito, a rádio foi vendida para a Assembleia de Deus de Imperatriz e passou a se chamar Rádio Cidade Esperança. Sua programação se voltou ao segmento gospel, investindo em programas voltados à música evangélica nacional e internacional.
A 5 de março de 2018, iniciaram-se as transmissões da Rádio Cidade em FM, na frequência de 106,9 MHz; em julho do mesmo ano, ocorreu a desativação do sinal do AM 570.

## Ligações Externas
- «Sítio oficial»